# Fallo White
El Fallo (o Laudo) White fue una sentencia arbitral limítrofe dictada el 12 de septiembre de 1914 por el entonces Presidente de la Corte Suprema de los Estados Unidos, Edward Douglass White, en la ciudad de Washington (Estados Unidos) con el objetivo de resolver las diferencias limítrofes entre las Repúblicas de Costa Rica y Panamá.
Tras examinar la documentación presentada por las partes al gobierno estadounidense, White dictó su sentencia arbitral el 12 de septiembre de 1914, definiendo el límite común de la siguiente forma:

...es una línea que, partiendo de la desembocadura del río Sixaola en el Atlántico, sigue el canal de dicho río aguas arriba hasta llegar al río Yorkin o Zhorquin; luego sigue el canal del río Yorkin -thalweg- aguas arriba hasta aquellas de sus cabeceras hasta que está mas cerca del contrafuerte que es el límite norte del área de drenaje del río Changuinola o Tilorio; de allí siguiendo el canal que contiene dicha cabecera hasta dicho contrafuerte, de allí a lo largo de dicho contrafuerte que separa las aguas que van al Atlántico de las que van al Pacífico; de allí a lo largo de dicho contrafuerte hasta el punto cerca del noveno grado de latitud norte más allá del cerro Pando que es el punto al que se refiere el artículo primero de la convención del 17 de marzo de 1910; y por la presente se decreta y establece esa línea como límite correcto.

La demarcación del Fallo White fue rechazada por los panameños, puesto que a través de ella se transfería a Costa Rica el disputado cantón de Talamanca y su capital, Sixaola. Además, Panamá perdía una considerable porción de costa marítima del mar Caribe. Tras la sentencia, la República de Costa Rica decide ejecutar las disposiciones del Fallo White, ocupando la región de Coto. Esta acción causó molestia a Panamá dando inicio a la Guerra de Coto, el 21 de febrero de 1921.